# Silene muliensis
Silene muliensis är en nejlikväxtart som beskrevs av Cheng Yih Wu. Silene muliensis ingår i släktet glimmar, och familjen nejlikväxter. Inga underarter finns listade i Catalogue of Life.